# Combretum apetalum
Combretum apetalum là một loài thực vật có hoa trong họ Trâm bầu. Loài này được Wall. ex Kurz mô tả khoa học đầu tiên năm 1877.